# アレコリン
アレコリン (arecoline) はアルカロイドに分類される天然物の一種。檳榔子（ビンロウジ：ビンロウ Areca cathechu の実）に含まれる。芳香のある揮発性油状物質で、ほとんどの有機溶媒や水と混和するが、塩が溶解した水層からはジエチルエーテルで抽出することができる。塩は結晶だが潮解性を有する。臭化水素塩 (B•HBr) は熱エタノールから再結晶すると融点 177–179℃の細い角柱状結晶を形成し、塩化金酸塩 ({\displaystyle {\ce {B{\bullet }HAuCl4}}}) は油状、六塩化白金酸塩 ({\displaystyle {\ce {B2{\bullet }H2PtCl6}}}) は水からの再結晶で融点176℃のオレンジから赤色の菱形結晶を形成する。メチオジド体（N-メチルヨージド体）は融点173–174℃の光沢ある結晶となる。

## 作用機序
多くのアジア文化において、檳榔子は覚醒効果を目的としてキンマ（betel leaf、コショウ科植物の葉）と共に噛みタバコに似た使われ方をされていた。アレコリンは、中枢神経系に対する効果を示す主要活性成分であり、似た作用を有するニコチンとは類似した構造を持つ。アレコリンはムスカリン性アセチルコリンM1、M2、M3受容体の部分作動薬（パーシャルアゴニスト）として知られており、副交感神経系に対する作用（縮瞳や気管支の狭窄など）の主な原因であると考えられている。

## 使用
ムスカリン性およびニコチン性アゴニストとしての性質により、アレコリンは健康な被験者の学習能力を改善させた。アルツハイマー病の特徴の一つが認知低下であるため、アレコリンは認知低下の進行速度を抑えることが示唆されていた。実際に静脈注射によるアレコリンの投与はアルツハイマー病患者の言語および空間記憶を若干改善させたが、アレコリンには発癌性の虞れがあるため、アルツハイマー病の治療に用いられる第一選択薬とはなっていない。
アレコリンは駆虫薬（虫下し：寄生虫に対する薬）としても用いられてきた。